# 伊莉莎白·亞歷山德琳 (梅克倫堡-施威林)
伊莉莎白·亞歷山德琳（德語：Elisabeth Alexandrine，1869年8月10日—1955年9月3日），歐登堡大公夫人，梅克倫堡-施威林大公腓特烈·法蘭茲二世的女兒。

## 家庭
1896年，伊莉莎白·亞歷山德琳與歐登堡的腓特烈·奧古斯特結婚，兩人共有1子2女：
1. 尼庫勞斯（1897年—1970年）
2. 英格堡·艾莉克絲（1901年—1996年）
3. 艾爾特堡（1903年—2001年）